# Illustrative
Die Illustrative ist ein Kunstfestival. Im Zentrum der Illustrative steht eine Ausstellung für zeitgenössische Illustration und Grafik, die eine aktuelle Werkschau dieser Disziplinen zeigt. Erweitert wird die Ausstellung durch einen offenen Nachwuchswettbewerb, zahlreiche Begleitveranstaltungen und mehrere thematische Sektionen.
Die Illustrative versammelt die unveröffentlichten freien Arbeiten renommierter Grafiker aus den unterschiedlichen Bereichen der angewandten grafischen Künste (wie Illustration, Grafik-Design, Comic, Buchkunst, Animation oder Game Art)  und präsentiert sie einer breiteren Öffentlichkeit. Zu den Künstlern der Illustrative gehören Illustratoren wie Olaf Hajek, Russell Cobb, David Foldvari, Ina Keckeis, Jens Bonnke, Tanja Kling, Chriegel Farner, Lars Henkel, Roman Bittner oder Tanja Kling und Zeichner wie Tim Dinter, Jens Harder, André Rösler, Jan Feindt und Frédéric Coché.
Die Idee zur Illustrative entstand 2006, um der jüngeren angewandten Grafik und Illustration eine internationale Plattform im Kunstgeschehen zu verschaffen. Sie wurde auf Initiative von Pascal Johanssen und Katja Kleiss gegründet und fand 2006 zum ersten Mal in Berlin statt. Im Jahr 2007 gab es zwei Illustrativen, eine in Berlin und eine in Paris. Die 4. Illustrative fand im Oktober 2008 in Zürich statt. 2009 kehrte die Illustrative nach Berlin zurück.
Der Illustrative e. V. bringt seit 2008 das Illustrations- und Designmagazin Objects Journal heraus.